# Nico & Tetta
Nico & Tetta è un duo che produce musica hardcore, formatosi nel 1999 a Brescia.
I due membri sono Nicola Sbalzer e Daniele Ferrari.

## Storia del gruppo
I due dj hanno cominciato la carriera separatamente, per poi unirsi nel duo attuale; da diversi anni sono dj resident della discoteca Florida di Ghedi, dove suonano esclusivamente musica hardcore.
Nel 1999, grazie all'aiuto degli Stunned Guys, creano il loro primo pezzo, in collaborazione anche con gli Art of Fighters. È del 2004 il loro primo disco realizzato da soli: Hardcore motherfuckers.

## Discografia
- Shotgun (2001) con Art of Fighters
- I became hardcore (2003) con Art of Fighters
- Hardcore motherfuckers (2004)
- Revenge (2006)
- Gangsta & Gangsta (2009)
- Restart the party  (2013)

## Singoli estratti
- Hardcore motherfuckers
- Shotgun
- Release 4.0
- I became hardcore
- Born in Florida
- Braveheart
- Revenge

## Compilation mixate
- Hardcore motherfuckers (2002)
- Hardcore motherfuckers 2.0 (2003)
- Hardcore motherfuckers V.3 (2004)
- Warcraft hardcore edition (2005)
- Hardcore motherfuckers V.4 (2005)
- United hardcore forces, ft. Endymion